# Upper Providence Township
Upper Providence Township is een plaats (census-designated place) in de Amerikaanse staat Pennsylvania, en valt bestuurlijk gezien onder Delaware County.

## Demografie
Bij de volkstelling in 2000 werd het aantal inwoners vastgesteld op 10.509.

## Geografie
Volgens het United States Census Bureau beslaat de plaats een oppervlakte van
15,1 km², waarvan 14,5 km² land en 0,6 km² water.

## Plaatsen in de nabije omgeving
De onderstaande figuur toont nabijgelegen plaatsen in een straal van 8 km rond Upper Providence Township.